# Хомяки

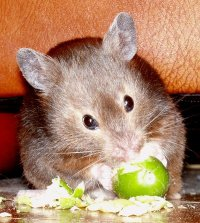
M. auratus, сирийский хомячок

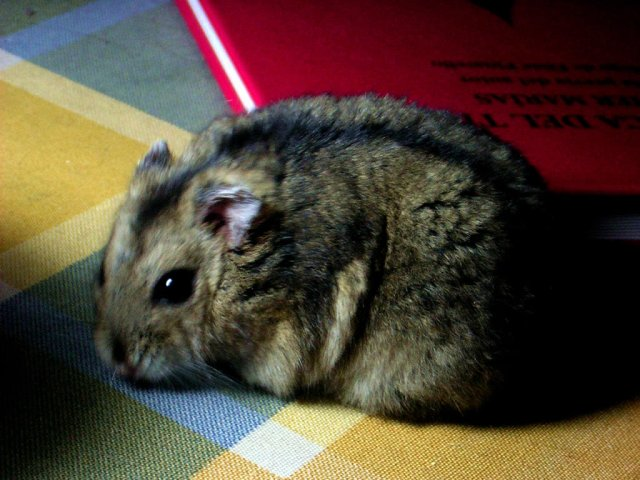
P. sungorus. Джунгарский хомячок

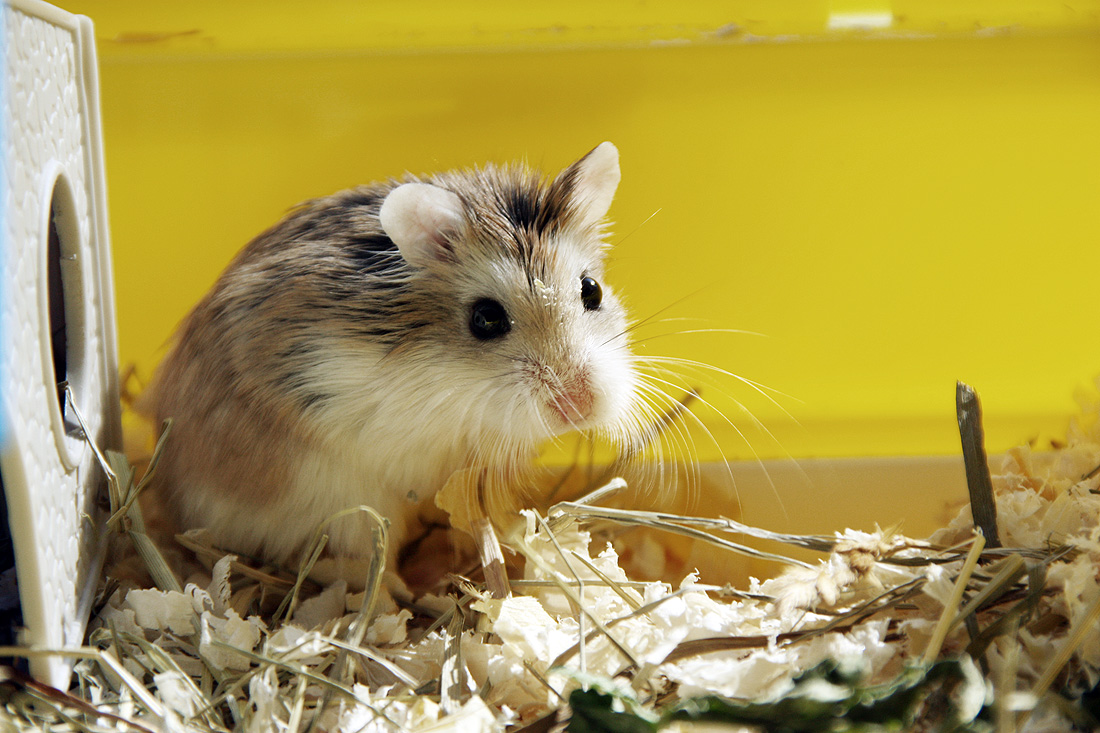
P. roborovski. Хомячок Роборовского

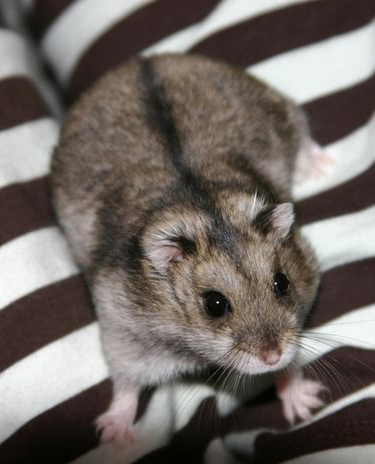
P. campbelli. Хомячок Кэмпбелла

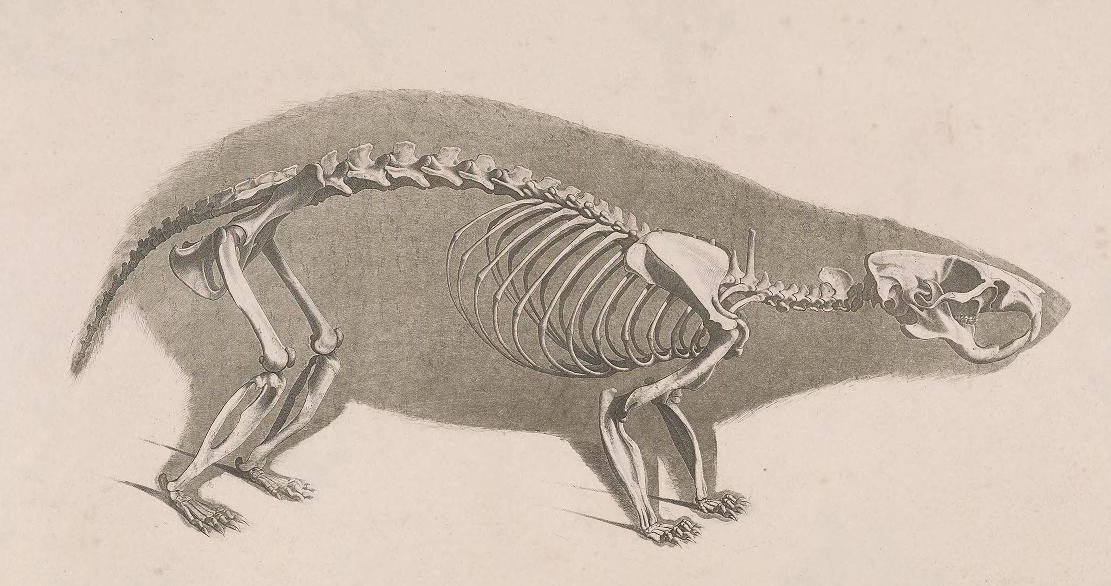
Скелет обыкновенного хомяка

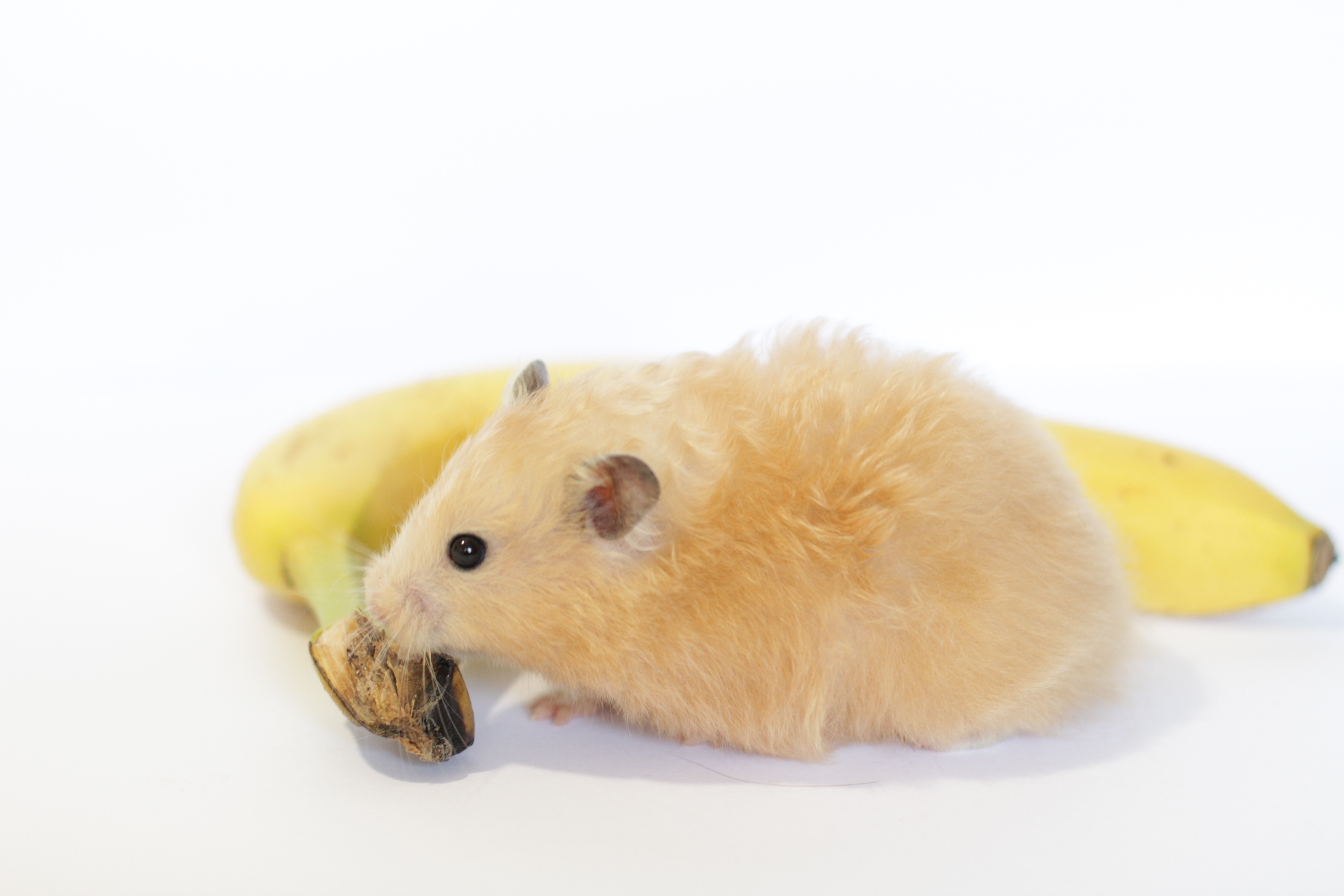
Домашний сирийский хомяк осматривает банан

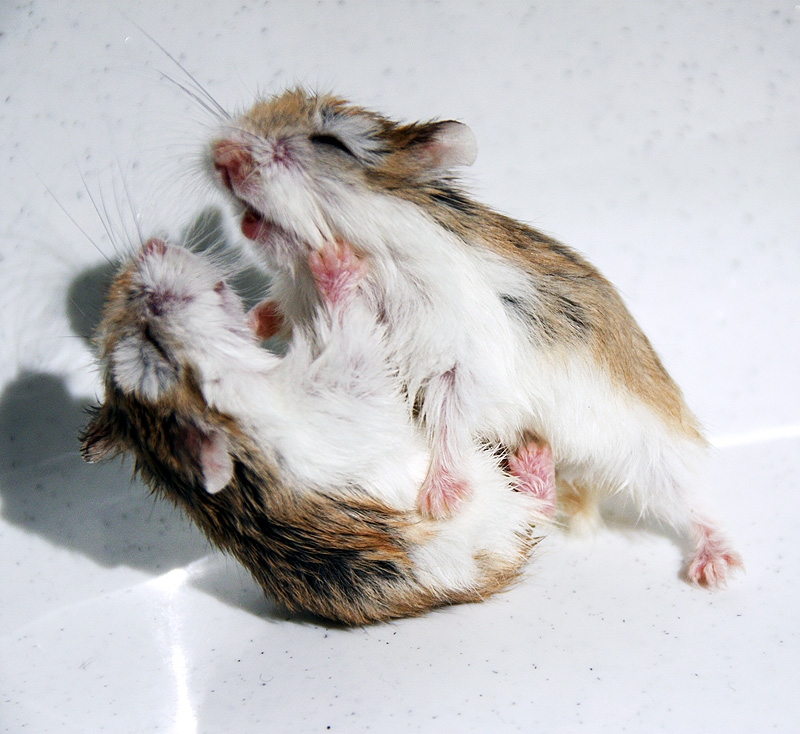
Хомяки сражаются

Хомяки́ (лат. Cricetinae) — подсемейство грызунов семейства хомяковых. Включает 19 видов, относящихся к семи родам. Являются популярными домашними питомцами. Самым известным видом хомяка является золотой или сирийский хомячок (Mesocricetus auratus), который чаще всего используется в качестве домашнего животного. Другими видами хомяков, которых обычно держат в качестве домашних животных, являются три вида хомячков, хомячок Кэмпбелла (Phodopus campbelli), джунгарский хомячок (Phodopus sungorus) и хомячок Роборовского (Phodopus roborovskii).
Хомяки являются более сумеречными, чем ночными животными и, в дикой природе, остаются под землёй в течение дня, чтобы не быть пойманными хищниками. Они питаются, главным образом, семенами, фруктами, овощами и растительностью, иногда роющими насекомыми. Физически они имеют крепкое тело с отличительными чертами, которые включают удлинённые щёчные мешочки, простирающиеся до их плеч, которые они используют для переноса пищи в свои норы, а также короткий хвост и покрытые мехом лапы.

## Общий облик
К семейству хомяков относятся небольшие, плотно сложённые грызуны с короткими конечностями, маленькими ушами и короткими хвостами. Длина тела варьируется от 5 до 34 см, хвоста от 0,7 до 10 см. Самки у некоторых видов крупнее самцов. Окраска густого меха на спине от пепельно- или буровато-серой до тёмной коричнево-охристой; на животе — чёрная, белая или серая. Иногда вдоль спины проходит чёрная полоса. Имеются очень развитые защёчные мешки.
Хомяки имеют плохое зрение; они близоруки и дальтоники.

## Этимология
Слово «хомяк» произошло от др.-русск. хомѣкы, ст.‑слав. хомѣсторъ. Славянские языки, возможно, позаимствовали его из древнеиранского; родственное слово — авестийское hamaēstar, «враг, повергающий на землю» (имеется в виду, что хомяк нагибает стебли злаков к земле, чтобы достать семена). Д.-в.-н. hamustro (откуда произошли современные англ. hamster и нем. Hamster) вероятно заимствовано из старославянского.

## Распространение
Обитатели Палеарктики; водятся в Центральной и Восточной Европе, Малой Азии, Сирии, Иране, Сибири, Монголии, северном Китае и Корее. Хомяки обитают преимущественно в открытых засушливых ландшафтах — лесостепях, степях, полупустынях и пустынях; в горах встречаются на высоте до 3600 метров. Населяют и антропогенные ландшафты — поля, сады.

## Образ жизни
Норные животные; некоторые виды неплохо плавают, набирая в защёчные мешки воздух. Живут одиночно, роют сложные норы. В настоящую зимнюю спячку не впадают, но могут впадать в продолжительное оцепенение. Питаются растительной и животной пищей, преимущественно семенами. Многие виды делают запасы корма, иногда до 90 кг (например, обыкновенный хомяк).
Кузнечиковые хомячки — активные ночные хищники, в их рационе до 90 % составляет животная пища. Помимо насекомых и паукообразных (тарантулов, скорпионов) могут нападать на мышевидных грызунов, мелких змей (в том числе и ядовитых) и ящериц.

## Размножение
В природе очень плодовиты, приносят в год 2—4 помёта. Беременность длится от 15 до 22 дней, в помёте от 1 до 18 детёнышей, которые достигают половой зрелости уже на 6—8 неделю. Продолжительность жизни в природе 1—2 года, в неволе — около 3 лет. На хомяков охотятся многочисленные хищники, включая красного и чёрного коршуна, канюка, малого подорлика, лисицу, горностая и барсука. На молодняк нападают пустельги, серые цапли, чёрные вороны, грачи.

## Классификация
Это небольшое подсемейство включает 19 видов, относящихся к 6 (7) родам:
- Подсемейство Cricetinae
  - Род Средние хомяки (Mesocricetus)
    - Сирийский хомячок (Mesocricetus auratus) популярен в качестве домашнего животного,
    - Хомяк Брандта (Mesocricetus brandti),
    - Хомяк Радде (Mesocricetus raddei),
    - Хомяк Ньютона (Mesocricetus newtoni),

  - Род Мохноногие хомячки (Phodopus)
    - Джунгарский хомячок (Phodopus sungorus),
    - Хомячок Кэмпбелла (Phodopus campbelli),
    - Хомячок Роборовского (Phodopus roborovskii),

  - Род Cricetus
    - Обыкновенный хомяк (Cricetus cricetus),

  - Род Серые хомячки (Cricetulus)
    - Китайский хомячок (Cricetulus griseus),
    - Короткохвостый хомячок (Cricetulus alticola),
    - Барабинский хомячок (Cricetulus barabensis),
    - Тибетский хомячок (Cricetulus kamensis),
    - Длиннохвостый хомячок (Cricetulus longicaudatus),
    - Серый хомячок (Cricetulus migratorius),
    - Хомячок Соколова (Cricetulus sokolovi)

  - Род Эверсмановы хомячки (Allocricetulus)
    - Монгольский хомячок (Allocricetulus curtatus),
    - Хомячок Эверсмана (Allocricetulus eversmanni)

  - Род Cansumys
    - Канский хомяк (Cansumys canus)

  - Род Tscherskia
    - Крысовидный хомячок (Tscherskia triton)

## Природоохранный статус
Некоторые виды наносят серьёзный вред сельскому хозяйству, поедая бобовые и зерновые культуры. Являются естественным резервуаром возбудителей ряда инфекционных заболеваний. Шкурки некоторых видов заготавливаются. Хомяки используются как лабораторные животные и содержатся в неволе как домашние животные.
В список Международной Красной книги занесены сирийский хомячок (Mesocricetus auratus) и хомячок Ньютона (Mesocricetus newtoni).
В России водятся 12 видов хомяков, относящихся к 6 родам: крысовидные хомячки (Tscherskia), серые хомячки (Cricetulus), мохноногие хомячки (Phodopus), средние хомяки (Mesocricetus), настоящие хомяки (Cricetus), эверсманновы хомячки (Allocricetulus).

## Запрет на содержание хомяков во Вьетнаме
В 2008 году власти Вьетнама запретили содержание хомяков, считая их разносчиками опасных заболеваний — причиной таким мерам послужил массовый ввоз животных, не прошедших ветеринарный контроль, из-за границы, который был связан с наступлением по восточному календарю года Крысы и повышением спроса на мелких грызунов. Максимальный штраф за нарушение запрета составляет 30 миллионов донгов (около 1900 долларов) и сопоставим с годовым доходом жителя этой страны.